# St. Elisabeth (Herne)
Die St.-Elisabeth-Kirche war eine katholische Pfarrkirche in Herne. Sie lag auf der westlichen Seite von Herne-Mitte an der Brunnenstraße und war die letzte im 20. Jahrhundert erbaute katholische Kirche der Stadt (in den Grenzen vor 1975). Bis zur Schließung im Jahr 2024 war sie Gemeindekirche der St. Dionysius-Gemeinde des Dekanates Emschertal im Erzbistum Paderborn. Die Profanierung fand am 2. November 2024 durch Weihbischof Josef Holtkotte statt.

## Baugeschichte

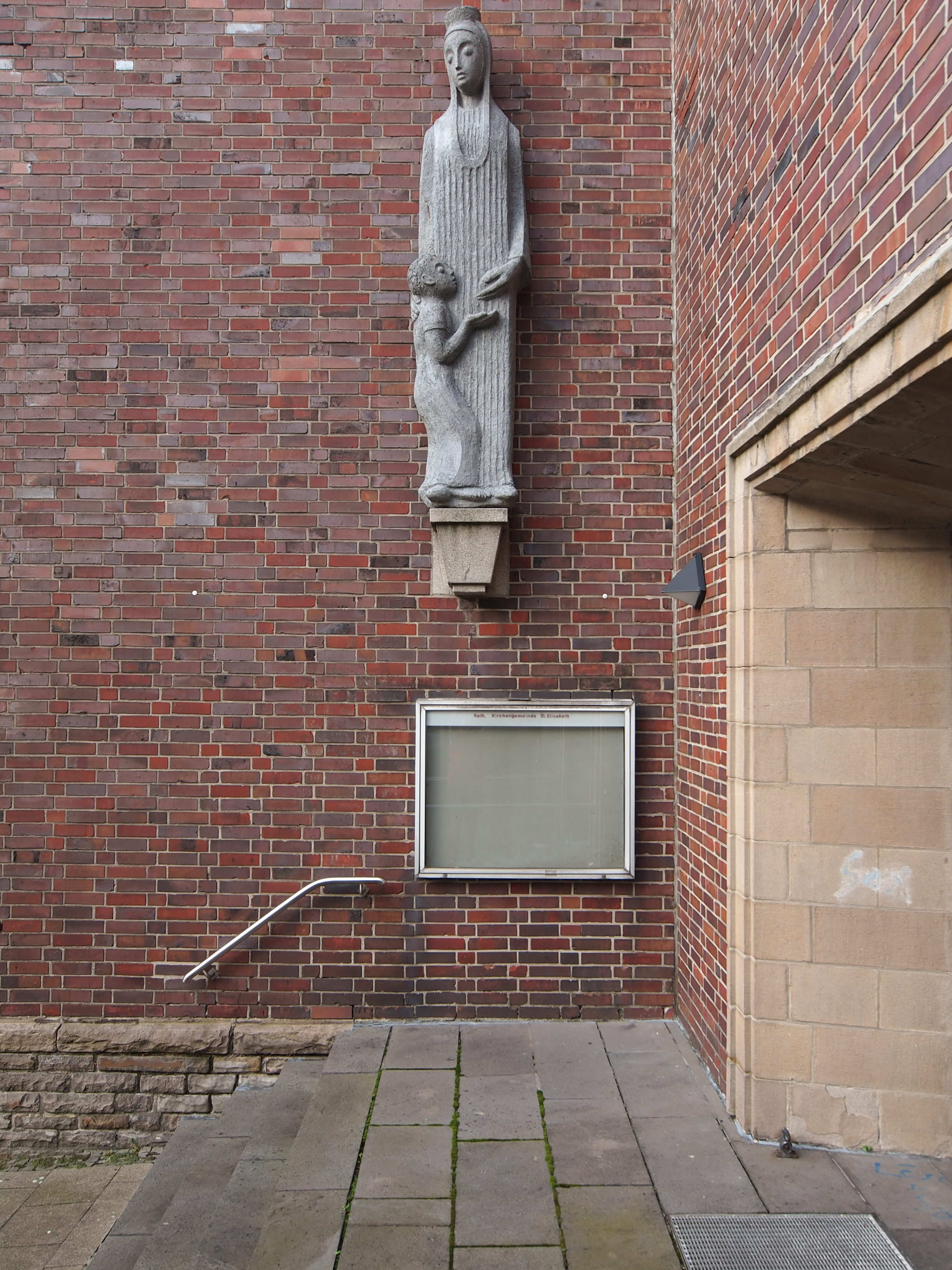
Statue der Elisabeth neben dem Portal

Die Pfarrei St. Elisabeth wurde am 1. November 1948 zunächst als Pfarrvikarie von St. Bonifatius gegründet und zum 1. Juli 1952 zur eigenständigen Pfarrei erhoben.
In den Jahren 1951/1952 wurde die Pfarrkirche, ohne den erst 1957 erbauten Turm, errichtet. Die Glasfenster schuf der Herner Künstler Jupp Gesing 1955 und 1990. 1977, nach einer grundlegenden Innenrenovierung, bekam die Kirche ihr heutiges Erscheinungsbild. Unterhalb des Sakralraumes befindet sich ein Gemeindezentrum mit Gymnastikhalle und Kegelbahn.
Die äußere Erscheinung des in seiner Topographie klassischen Baukörpers bestimmen Back- und Natursteine.
Das Geläut besteht aus vier kraftvollen Gussstahlglocken des Bochumer Vereins, gegossen 1957 und gestimmt auf h°, d′, e′ und fis′.

## Seelsorger (Auswahl)
- bis 2001: Pfarrer Friedrich Spiske (* 1930 Hultschin; † 17. März 2002), Priesterweihe 1958.